# Priperia
Priperia bicolor es una especie de araña araneomorfa de la familia Linyphiidae. Es el único miembro del género monotípico Priperia.

## Distribución
Se encuentra en Hawái.